# Île Campbell (Nouvelle-Zélande)
Pour les articles homonymes, voir Île Campbell.
L'île Campbell est une île australe néo-zélandaise, inscrite au patrimoine mondial de l'UNESCO avec les autres îles sub-antarctiques de Nouvelle-Zélande.

## Géographie

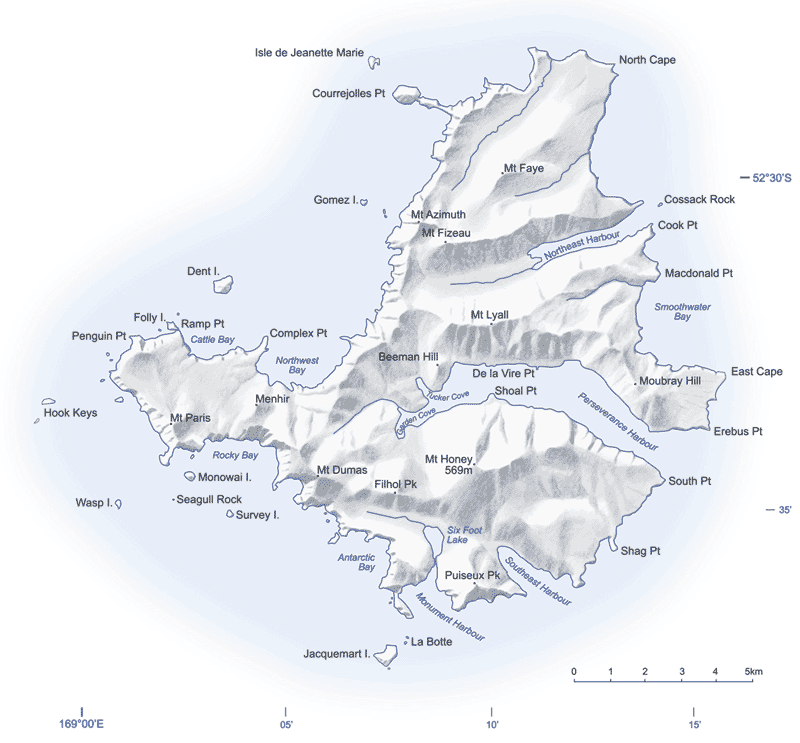
Carte de l'île Campbell

L'île Campbell a une superficie de 112,68 km2, elle est entourée de plusieurs rochers mineurs et d'îlots tels que l'île Dent, l'île Folly , l'île de Jeanette-Marie et l'île Jacquemart, cette dernière étant l'îlot le plus austral de la Nouvelle-Zélande. L'île Campbell est montagneuse, le mont Honey culmine au sud à 569 mètres d'altitude. Un long fjord, le port de Persévérance, divise l'île presque en deux.

## Climat
L'île Campbell est située dans une zone tempérée, le climat est constamment humide, frais et venteux. L'île se trouve dans une ceinture de l'océan Pacifique frappée par les cycles de vents d'ouest et de fronts froids. La vitesse moyenne du vent varie de 30 km/h à 40 km/h avec des rafales de plus de 95 km/h au moins durant cent jours par an.
Elle a une pluviométrie annuelle de 1 300 millimètres, principalement ce sont des averses légères ou de la bruine marine présentes en moyenne trois cents jours par an. Les températures de l'île Campbell dépassant rarement 12 °C, les variations des températures journalières et annuelles sont très faibles avec une température annuelle moyenne de 7 °C.
D'après la classification de Köppen le climat est de type polaire, plus précisément défini comme climat de toundra (ET) à l'aide des deux critères suivants :
- La saison d'été est très peu marquée
- La température moyenne du mois le plus chaud est comprise entre 0 °C et +10 °C

## Histoire
L'île Campbell a été découverte en 1810 par le capitaine phoquier Frederick Hasselburgh (en) qui lui donne le nom de son armateur Robert Campbell (1769–1846) (en).
Une activité de pêche à la baleine est signalée de 1909 à 1914.
La station d'observation côtière de Tucker Cove a été transformée, après la Seconde guerre mondiale, en station météorologique, puis remplacée, en 1958, par une autre établie à Beeman Cove, quelques centaines de mètres plus à l'est. Jusqu'en 1995,la station  était occupée en permanence par une dizaine d'hommes. De nos jours, la présence humaine sur l'île Campbell se limite à des visites périodiques d'expéditions scientifiques.
En 2003, l'île a été déclarée dératisée. Cela a rendu possible l'épanouissement de la vie aviaire à l'abri des rats prédateurs.

## Flore et faune
La végétation est principalement composée de prairies, de tourbières, d’arbustes et de mégaherbes. Les espèces d’arbres et d’arbustes telles que Dracophyllum scoparium, Dracophyllum longifolium var. cockayneanum, Metrosideros umbellata, Myrsine divaricata sont rares, leur croissance est très limitée et approche une taille modeste de cinq mètres de haut dans les endroits abrités du vent.
Un seul spécimen introduit de Picea sitchensis pousse sur l’île. Il est inscrit au livre Guiness des records comme l'arbre le plus solitaire . Il mesure environ 10 mètres et ne produit aucun cône alors que son âge est estimé à plus de 70 ans 

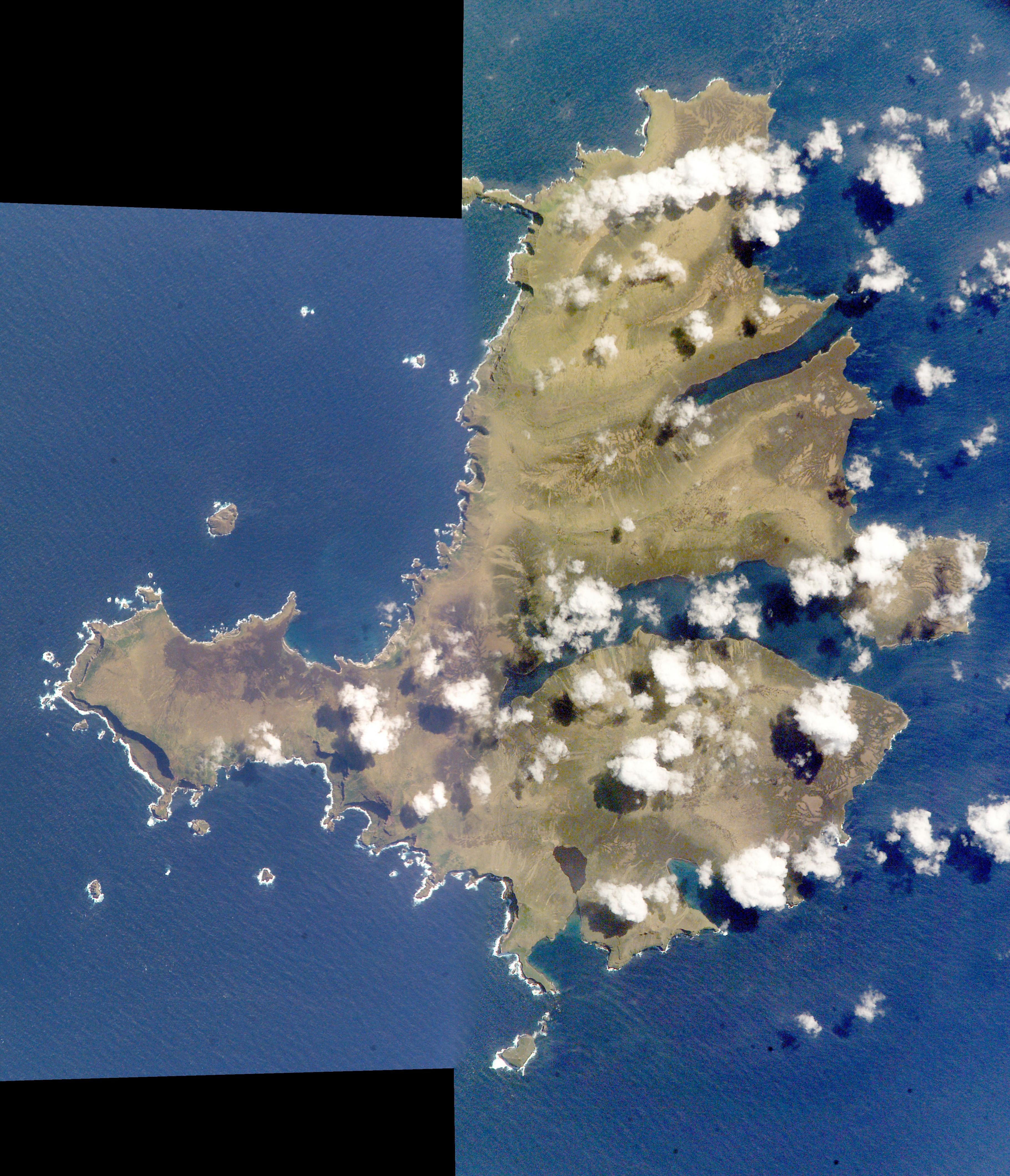
L'île Campbell vue du ciel.
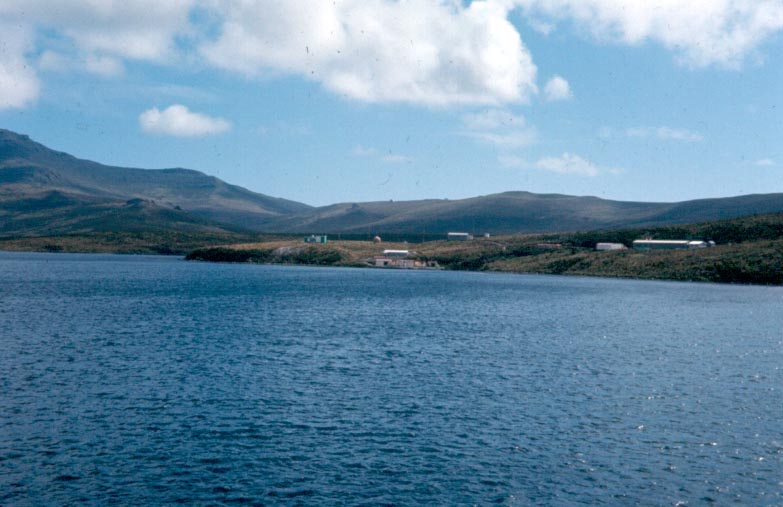
La station météorologique.
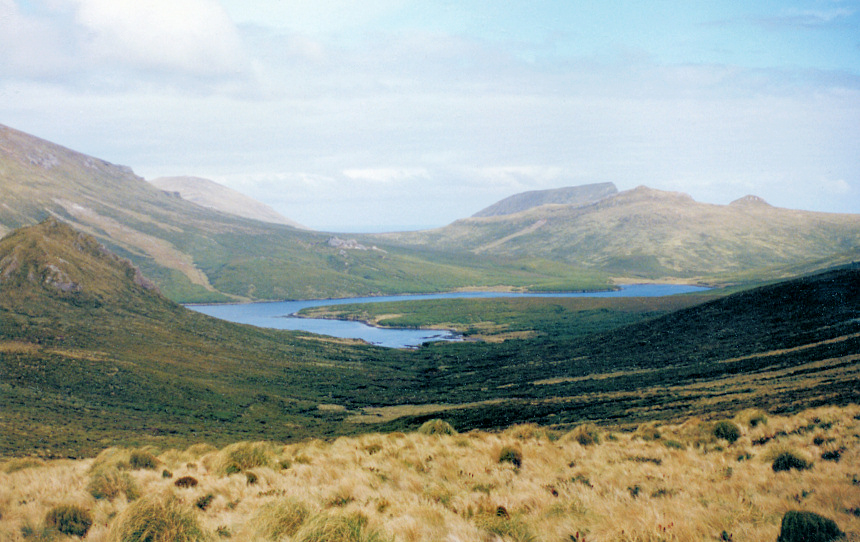
Paysage de l'île Campbell.
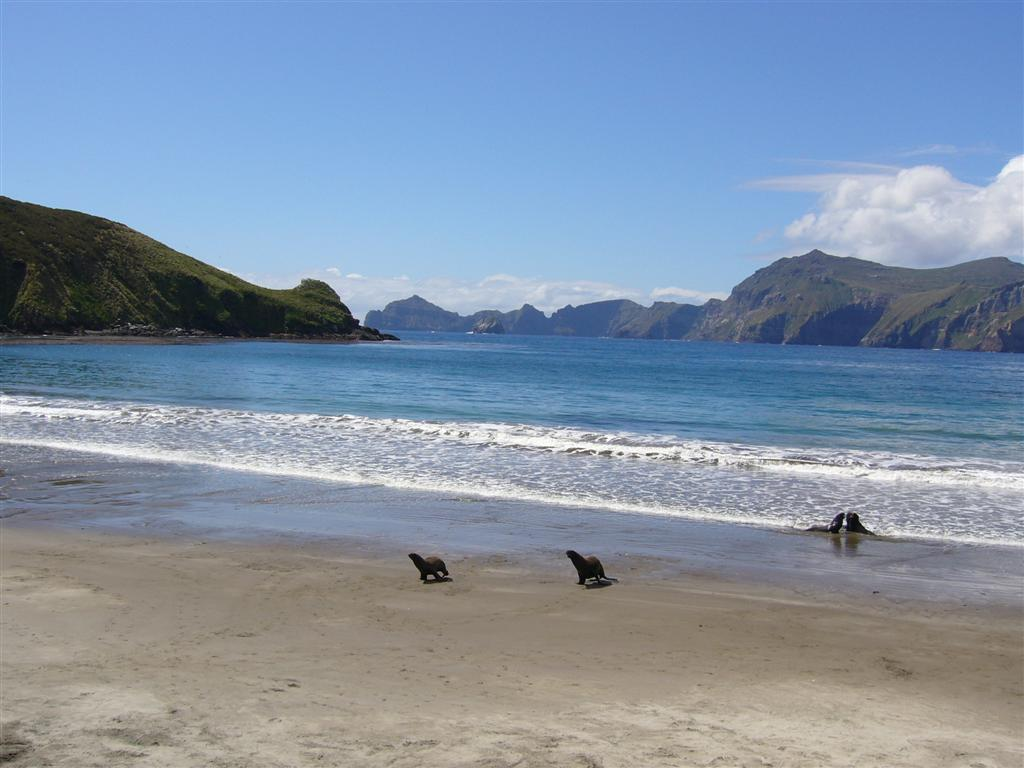
Lions de mer sur une plage de l'île Campell.